# Дюпон-Рок, Доминик
Домини́к Дюпо́н-Рок (фр. Dominique Dupont-Roc; род. 26 сентября 1963, Салланш) — французский кёрлингист.
Участник зимних Олимпийских игр 2002 года, где  мужская команда Франции заняла десятое место; также участвовал в зимних Олимпийских играх 1992 года, где кёрлинг был демонстрационным видом спорта (тогда мужская команда Франции заняла шестое место). Восьмикратный чемпион Франции среди мужчин.
Играл на позиции четвёртого, был скипом команды.

## Достижения
- Чемпионат Франции по кёрлингу среди мужчин: золото (1985, 1988, 1989, 1990, 1995, 1996, 1997, 2000)[2].
- Чемпионат Франции по кёрлингу среди юниоров: золото (1983, 1984).[3]

## Команды
| Сезон   | Четвёртый         | Третий             | Второй             | Первый                                  | Запасной                           | Турниры                              |
| ------- | ----------------- | ------------------ | ------------------ | --------------------------------------- | ---------------------------------- | ------------------------------------ |
| 1980—81 | Кристоф Боан      | Доминик Дюпон-Рок  | Philippe Pomi      | Christophe Michaud                      |                                    | ЧМЮ 1981 (9 место)                   |
| 1982—83 | Доминик Дюпон-Рок | Патрик Филипп      | Кристиан Дюпон-Рок | Тьерри Мерсье                           |                                    | ЧМЮ 1983 (9 место)                   |
| 1983—84 | Доминик Дюпон-Рок | Philippe Pomi      | Кристиан Дюпон-Рок | Тьерри Мерсье                           |                                    | ЧМЮ 1984 (8 место)                   |
| 1985—86 | Доминик Дюпон-Рок | Кристиан Дюпон-Рок | Тьерри Мерсье      | Даниэль Козетто (ЧЕ) Патрик Филипп (ЧМ) |                                    | ЧЕ 1985 (11 место) ЧМ 1986 (7 место) |
| 1988—89 | Доминик Дюпон-Рок | Кристиан Дюпон-Рок | Даниэль Козетто    | Патрик Филипп                           | Тьерри Мерсье (ЧМ)                 | ЧЕ 1988 (5 место) ЧМ 1989 (9 место)  |
| 1989—90 | Доминик Дюпон-Рок | Даниэль Козетто    | Лионель Турнье     | Патрик Филипп                           |                                    | ЧЕ 1989 (4 место)                    |
| 1990—91 | Доминик Дюпон-Рок | Клод Фейж          | Тьерри Мерсье      | Патрик Филипп                           | Даниэль Морателли                  | ЧМ 1991 (9 место)                    |
| 1991—92 | Доминик Дюпон-Рок | Клод Фейж          | Патрик Филипп      | Даниэль Морателли                       | Тьерри Мерсье                      | ЧЕ 1991 (5 место)                    |
| 1991—92 | Доминик Дюпон-Рок | Клод Фейж          | Патрик Филипп      | Тьерри Мерсье                           | Даниэль Морателли                  | ЗОИ 1992 (демо) (6 место)            |
| 2000—01 | Доминик Дюпон-Рок | Жан Анри Дюкро     | Тома Дюфур         | Спенсер Мюнье                           | Филипп Ко тренер: Бруно-Дени Дюбуа | ЧЕ 2000 (7 место) ЧМ 2001 (6 место)  |
| 2001—02 | Доминик Дюпон-Рок | Жан Анри Дюкро     | Тома Дюфур         | Спенсер Мюнье                           | Филипп Ко                          | ЗОИ 2002 (10 место)                  |
| 2002—03 | Доминик Дюпон-Рок | Жан Анри Дюкро     | Спенсер Мюнье      | Филипп Ко                               | Жюльен Шарле                       | ЧЕ 2002 (9 место)                    |

(скипы выделены полужирным шрифтом)